# Cacia flavomarmorata
Cacia flavomarmorata är en skalbaggsart som beskrevs av Stefan von Breuning 1939. Cacia flavomarmorata ingår i släktet Cacia och familjen långhorningar. Inga underarter finns listade.